# 두견새 우는 사연
《두견새 우는 사연》은 한국에서 제작된 이규웅 감독의 1967년작 영화이다. 강신성일 등이 주연으로 출연하였고 김형근 등이 제작에 참여하였다.

## 출연

### 주연
- 강신성일
- 김지미
- 김효진

### 조연
- 황정순
- 도금봉
- 이낙훈
- 한은진
- 정민
- 주선태
- 강미애

## 기타
- 원작자: 임희재
- 조명: 오인환
- 음향효과: 최형래
- 녹음: 손인호
- 미술: 조경환
- 의상: 이해윤